# Госнольд, Бартоломью
Бартоломью Госнольд[уточнить] (англ. Bartholomew Gosnold; 1572, Грандисбург, графство Саффолк, Англия — 22 августа 1607) — английский адвокат, исследователь и приватир. Сыграл важную роль в создании Виргинской компании и основании первого поселения англичан на территории современных США — Джеймстауна. Ассоциация по сохранению наследия Виргинии называет Госнольда «главным двигателем колонизации Виргинии». Также Госнольд возглавлял первую документально подтвержденную европейскую экспедицию, посетившую мыс Кейп-Код (15 мая 1602 года).

## Ранние годы
Дом семьи располагался в деревне Отли. Отец — Энтони Госнольд (англ. Anthony Gosnold), мать — Дороти Бэкон (англ. Dorothy Bacon). По окончании Кембриджа, Госнольд изучал право в Миддл-Темпл.
Госнольд был другом Ричарда Хаклюйта и путешествовал на корабле вместе с Уолтером Рэли. В 1602 году Госнольд c 32 членами экипажа отправился на корабле «Конкорд» в Новый Свет, чтобы основать колонию. Они намеревались создать поселение в Новой Англии, позднее известной как Северная Виргиния.
Бартоломью Госнольд стал первым, кто прошёл прямым маршрутом от Азорских островов до Новой Англии, прибыв к мысу Елизаветы в Мэне в мае 1602 года. Несколько дней «Конкорд» шёл вдоль берега, пока 14 мая 1602 года не встал на якорь в бухте Йорк.
На следующий день Госнольд добрался до бухты Провинстаун, где открыл мыс, названный им Кейп-Код. Продолжая исследовать побережье, Госнольд обнаружил остров, который назвал в честь своей дочери Мартас-Винъярд. На острове Элизабет, сейчас носящем имя Каттиханк (англ. Cuttyhunk), он построил небольшой лагерь, ставший первым английским поселением в Новой Англии (в настоящее время входит в состав города Госнольд). Лагерь был заброшен, когда первые поселенцы решили вернуться в Англию, поскольку не имели достаточных запасов, чтобы пережить зиму.
Описание путешествия, созданное Джоном Бреретоном), было опубликовано в 1602 году, что увеличило интерес к исследованиям северо-западного берега Америки. Другое описание за авторством Габриэля Арчера (англ. Gabriel Archer) долгое время оставалось неопубликованным и увидело свет только 20 лет спустя после смерти Госнольда.